# Desafío Champions Sendokai
Desafío Champions Sendokai (Campeones Sendokai en Hispanoamérica y Sendokai Champions en los países anglosajones) es una serie animada española desarrollada por Kotoc para RTVE. La serie se estrenó el 9 de abril de 2013 por la cadena de televisión Clan y Cartoon Network. 
El 29 de septiembre de 2023 se anunció por el canal oficial de Sendokai en YouTube un avance de lo que será el tráiler de la tercera temporada de la serie, después de más de 10 años del final de la segunda temporada. Y con las miras de la salida del capítulo 53 de Sendokai Sengate, confirmado para el 31 de mayo de 2025.

## Argumento

### Primera Temporada: Cuatro Guerreros Sendokai
Zak, Cloe, Kiet y Fenzy son cuatro chicos de la Tierra muy poco populares y sin ningún talento para el deporte. Un día encuentran unos brazaletes que los transportan a otra dimensión. Allí conocen al maestro Tänpo, que les explica que el imperio de los Zorn está conquistando todas las dimensiones del Multiverso. La Tierra está en peligro y, si quieren salvarla, solo habrá una manera: tendrán que superar sus debilidades, aprender el arte del Sendokai hasta convertirse en guerreros y ganar el Gran Torneo Sendokai. Cuando los Senkuns empezaron el Gran Torneo, Tänpo les da como regalo las armaduras Wadaan, que tenían poderes mucho más fuertes que las armaduras Urlok. Durante la fase de grupos tuvieron muchos problemas y Tänpo llegó hasta pensar que la Tierra llegaría a ser invadida, pero con dedicación y mucho esfuerzo los muchachos lograron pasar esta fase. En las fases finales enfrentan equipos muy difíciles, que hacen que los Senkuns activen el poder oculto de sus nuevas armaduras. En la final la tenían demasiado fácil pero, los Zorn hicieron trampa para que se cambie el equipo que dispute la final con los humanos. Los humanos vencen en la final y se enfrentan a los Comandantes Zorn: Kazkrad y Lalith. Venciendo en los dos combates, el último con ayuda de Lalith llegan al combate final contra el Mariscal Zorn. Los Zorn ven que los humanos son muy buenos en el torneo y el mariscal manda a un comandante Zorn, Sidmodius, que traiga la caja de Sestrad. Cuando el mariscal estaba a punto de caer derrotado utiliza la caja de Sestrad y destruye los brazaletes de los humanos, pero, ellos sacando con honor pudieron vencer al mariscal y así destruir su fortaleza. Los humanos, al ganar el gran torneo de Sendokai pensaron que había terminado todo... pero aparece Sidmodius.

### Segunda Temporada: El Origen del Hakuru
Cuando la Fortaleza Zorn explotó, Sidmodius había robado la caja de Sestrad y viajó millones de años al pasado hasta Masara (La Tierra en el pasado) para convertirse en el Gran Zorn con ayuda de Chronam-Yatt. Sidmodius con la ayuda de la caja de Sestrad absorbería el sen (energía) de los masarianos para así ser más fuerte, los seres a los que les robaba el sen se convertían en Yakis, criaturas sin sen. Chronam-Yatt envía un yaki a la tierra para llamar la atención de los Senkuns, el cual los atacó y casi provoca una desgracia. Afortunadamente Tänpo, Lalith y Chronam-Sunn llegan para salvarlos y les informan de la situación a los Senkuns, ellos aceptan cumplir con la misión de perseguirlo, junto con sus nuevos reclutas, Lon y Kido, que por dentro había más de lo que se aparentaba. Sidmodius con la caja convierte a los seres de Masara en yakis. Mientras tanto en Masara, los senkuns conocen a su nueva maestra, Danima. Les da nuevos poderes que les ayudarán a derrotar a Sidmodius los cuales solo los podían usar ciertos senkuns con una pareja correspondiente. Los humanos sin saber que ayudarían a Sidmodius, convocan el primer Gran Torneo de Sendokai. Los humanos derrotan a Sidmodius, pero Lon, por la envidia se hace malvado y Chronam-Yatt le entrega el casco del Gran Zorn con el poder de ser inmortal, mientras Sidmodius, ya derrotado, ve a Chronam-Yatt entregarle el casco y absorbe su sen. Al final, matan a Sidmodius con un poder que el mapa del Hakuru de Danima les concedió. Luego, en la Tierra, Zak y Cloe van al cine pero de repente un robot gigante entra al cine y... rapta a Cloe. Una ventana del robot se abre y aparece Lon como el nuevo Gran Zorn.

### Tercera Temporada: Sengate
Anunciaron la tercera temporada en 2019 durante un evento de Kotoc en México, pero los únicos adelantos que habían era la portada de la temporada y el nombre, «Sendokai Revolutions», la temporada nueva aún estaba en desarrollo.
En las redes sociales de Kotoc no se había anunciado nada respecto a Sendokai y su posible tercera temporada, pero en 2023, la RTVE publicó una convocatoria a cinco series que se estrenarían este año, incluyendo en ellas «Sendokai Generations», sin fecha de estreno confirmada. El 28 de septiembre de 2023 se reveló un teaser mediante YouTube anunciando la tercera temporada como «S3». El 28 de noviembre de 2024 se anunció que el capítulo 53 ya estaba acabado, y finalmente, el 31 de enero de 2025 se acabó relevando la fecha oficial del estreno del capítulo para el 31 de mayo de 2025.  El 14 de marzo de 2025 se publicó el primer teaser del primer episodio tiulado «Sendokai Sengate», que serviría de enlace entre la temporada 2 y la futura temporada 3, que será estrenada entre finales de 2025 y 2026. El 31 de mayo de 2025 llegó y el nuevo episodio en YouTube tuvo a partir del 4 de junio de 2025 más de 2 millones de visualizaciones y el canal de YouTube de la serie llegó a 1M de suscriptores, además de convertirse en #1 en tendencias de YouTube, siendo todo un éxito. Al final del video se menciona que la tercera temporada llegaría muy pronto, sin fecha concreta.

## Personajes

### Protagonistas
- Zak: Es el más hábil en el Sendokai junto con Cloe, siendo el Hakuru del equipo. Su armadura es amarilla y su logo es un triángulo, el cual comparte con Lon. Posee cinco habilidades: Disparo Zet-Sen, Fuego Sho-Sen, Fuerza Duo-Sen (con Lon o Kido), Relámpago Duo-Sen (con Cloe) y Fusión Nero-Sen (con todo el equipo). Vive con su desempleado padre y su ausente madre azafata. Su padre consiguió un trabajo en otra ciudad e iban a mudarse pero al final se quedan y sus padres abren una tienda de muffins. Su motivación es Cloe, ya que está enamorado de ella. A partir del capítulo 41, intenta evitar a Cloe porque cree que está con Lon pero sus sentimientos por ella persisten. Cuenta con un baile propio que usa cuando celebra algo mientras tararea una melodía.[2]
- Cloe: Es la más hábil en el Sendokai junto con Zak, y es la más inteligente del equipo. Su armadura es celeste y su logo es un círculo. Está enamorada de Zak, y él la corresponde. Sus padres quieren que sea abogada y son muy estrictos con ella, hasta el punto de que cuando saca una calificación menor a diez le piden que se esfuerce más, si bien en realidad quiere ser artista. En un principio cree que su motivación debe ser su futuro como abogada, pero Zak le ayuda a reconocer que su verdadera motivación son sus amigos. Ella posee cuatro habilidades: la Visión Yao-Sen, el Destello Nu-Sen, el Relámpago Duo-Sen (con Zak o Lon) y la Fusión Nero-Sen (con todo el equipo). En la segunda temporada tiene un distanciamiento con Zak y empieza a sentir algo por Lon, pero en el episodio 43, luchando contra Lessay (un mago que les hace ver sus más mayores miedos) se le presenta la duda de elegir a Lon o Zak. Cloe recuerda lo que su madre le dijo ("si el corazón escoge el destino, créeme, no habrá un viaje mejor"), escucha a su corazón y escoge a Zak. Al final de la segunda temporada empieza a salir con Zak y comparten su primer beso, pero es secuestrada por Lon convertido en el Gran Zorn.[3]
- Kiet: Es el más fuerte del equipo, aunque es un amante de los videojuegos y un glotón. Su armadura es verde topacio y su logo es un pentágono. Se lleva muy bien con Fenzy, pero también discute mucho con ella. Tiene cuatro habilidades: el Escudo Koa-Sen, la Onda Geo-Sen, el Muro Duo-Sen (con Fenzy) y la Fusión Nero-Sen (con todo el equipo). Su motivación es su abuela. Vive con su abuela, pero antes vivía con sus padres en un pueblo. Ellos le dicen que tendrá que volver con ellos, aunque se queda prometiendo que ayudará más a su abuela.[4]
- Fenzy: Es la más veloz del equipo. Es diferente a las otras chicas, ya que no le gusta usar vestidos y es inquieta. Su armadura es rosa fucsia y su logo es un rombo. Vive con su madre viuda. Al principio, ambas están tristes por la muerte de su padre, su madre le dice que deberían cambiarse de casa, pero finalmente se quedan ya que su madre decidió que sería mejor una nueva decoración. Posee 4 habilidades: la Estela Tai-Sen, el Tornado Go-Sen, el Muro Duo-Sen (con Kiet) y la Fusión Nero-Sen (con todo el equipo). Su motivación es su madre.[5]
- Lon: Es uno de los protagonistas en la segunda temporada de la serie, que, sin embargo, se convierte en el antagonista principal de la misma para su tercera temporada. Su armadura es roja y su logo es un triángulo, el cual comparte con Zak. Es inteligente, rápido y hábil, si bien callado y algo frío a veces. Sus padres están separados, y él vive con su frío y distante padre, quien apenas conoce a su hijo. A pesar de ser tan callado y solitario, demuestra interés en la seguridad de sus compañeros. Al principio no confía en los demás, pero poco a poco iba tomándole confianza, hasta enamorarse de Cloe y desarrollar una rivalidad con Zak, que terminó convirtiéndose en un profundo odio que lo llevó a corromperse y transformarse en el Gran Zorn.

### Aliados
- Tänpo: Es el maestro de los 4 guerreros Sen-Kuns: Zak, Cloe, Kiet y Fenzy, quien los ayudará a ganar el gran Torneo del Sendokai. Fue pareja de Lalith pero se separaron después de que este se negara a unirse al gran Zorn. Es lanzado al vórtice pero regresa junto con aliados en el combate final. En el episodio final de la primera temporada le pide a los padres de los chicos guardar el secreto, y vuelve a ser pareja de Lalith. En la segunda temporada va a hallar información sobre Masara y después apoya a los chicos en el primer gran torneo de Sendokai de Masara.[6]
- Lula: Es un lul que ayuda a Tänpo en la misión de entrenar a los chicos. Tänpo la entiende a la perfección pero habla un lenguaje en que solo se dice "mi".[7]
- Lalith: Fue la novia de Tänpo, pero que al perder en el gran torneo se unió a los Zorn junto con Kento. Durante varios siglos no supo nada más sobre Tänpo hasta qué descubrió que estaba entrenando a los humanos. Tras darse cuenta de que a pesar de todo lo sigue queriendo, deja su puesto como comandante del imperio Zorn, se alía con los humanos y regresa con Tänpo. En la segunda temporada ayuda a Tänpo y a los chicos contra Sidmodius.[8]
- Chronam-Sunn: Es una Chronek y hermana de Chronam-Yatt. Es aliada de Tänpo, Lalith y los guerreros sendokai. Su apariencia es negra con rayas blancas. Fue creada por los dioses del Sen junto a su hermana, Chronam-Yatt. Es la diosa que protege el lado luminoso del multiverso. Lucha contra su hermana para proteger el Multiverso. En el episodio 47 es adsorbida por su hermana y posteriormente mueren al ser absorbidas por Sidmodius.
- Danima: Es la nueva maestra de los guerreros Sen-Kuns: Zak, Cloe, Kiet, Fenzy y Lon. Les enseñó todo sobre las nuevas técnicas Duo-Sen y los apoyó por completo hasta su fallecimiento. Fue quién les dio las armaduras Ignis y Nero, las dos armaduras vistas en la segunda temporada.
- Kido: Es un Kiwun y proviene de Masara. Se hace llamar a sí mismo "Kido el Destructor" y no tiene las mejores habilidades en Sendokai, pero no deja que eso lo detenga y siempre trata de demostrar lo buen guerrero que puede llegar a ser. Él solía guiar a Zak, Cloe, Kiet, Fenzy y Lon por las selvas y desiertos de Masara. El posee 2 habilidades, la Fuerza Duo-Sen con Zak y la Fusión Nero-Sen con todo el equipo. También posee una habilidad llamada (por él mismo) Baba Kido-Sen que consiste en llenar el suelo de babas para que el oponente resbale. Al final de la segunda temporada Zak rechaza dirigir a Masara y le deja el liderazgo a Kido.
- Keenan: Hermano de Kido que fue convertido en Yaki. Luego de ser liberado por su hermano y Zak forma parte del equipo Kiwun en el Gran Torneo. El posee 2 habilidades, la Pared Duo-Sen con su hermano Keeway y la fusión Nero-Sen con todo el equipo.
- Keeway: Hermano de Kido convertido en Yaki. Al ser liberado por Zak y su hermano Kido comienza a formar parte del equipo Kiwun en el Gran Torneo. El posee 2 habilidades, la Pared Duo-Sen con su hermano Keenan y la fusión Nero-Sen con todo el equipo.
- Kento: Anteriormente fue el Mariscal Zorn. En la segunda temporada, ayuda a Lalith, Tänpo, Lula y Chronam-Sunn a hallar información sobre Masara y el Génesis Oscuro, y también se convierte en un gran apoyo para Zak luego de perder su confianza como líder.

### Villanos
- Mariscal Zorn: Su verdadero nombre es Kento, es el hermano de Tänpo y antiguo gobernante del Imperio Zorn. Se unió al gran Zorn después de que este lo derrota, y se convirtió en su sucesor. Él odia a su hermano mayor, prefiere que se haga todo a su manera. Odia las lecciones de Tänpo, y trató de apoderarse del multiverso e invadir la Tierra. Fue derrotado al final del gran torneo. Luego de su derrota buscó asilo en Beldzar y se convirtió en escriba, cuando Tänpo buscó su ayuda para detener a Sidmodius él se negó pero al reconciliarse con su hermano, accede a ayudar a los humanos.[9]
- Sidmodius: Comenzó como ministro del imperio Zorn. Es un manipulador que traiciona a quien sea solo para cumplir con sus planes. Se convierte en el antagonista principal de la segunda temporada luego de fusionarse con la caja de Sestrad y lucha en la final del primer torneo de Sendokai contra los chicos. Al perder en la final y con la caja de Sestrad rota huye y descubre la traición de Chronam-Yatt y la absorbe destruyendo a las Chronek convirtiéndose en un super Yaki, siendo luego derrotado por la Fusión Nero-Sen con el poder de toda Masara.[10]
- Chronam-Yatt: Es una Chronek y hermana Chronam-Sunn. Su apariencia es blanca con rayas negras. Finge ser cómplice de Sidmodius, pero en realidad lo utiliza para volver a sumir el Multiverso en tinieblas. Fue creada por los dioses del Sen junto a su hermana. Se convierte en el antagonista secundario para la temporada 2 al unirse con Sidmodius para trabajar con sus planes y después de que le ayudara a fusionarse con la caja de Sestrad. Es la diosa que protege el lado oscuro del Multiverso, y como los humanos derrotaron a los Zorn en el Gran Torneo, ayuda ahora a Sidmodius a restaurar el reino del terror. En el episodio 46, Chronam-Yatt revela que la clave de su plan no es Sidmodius, sino Lon, que se oscureció cuando descubrió que Cloe estaba enamorada de Zak. Lucha contra Chronam-Sunn para decidir el destino del Multiverso: las tinieblas o la paz. En el episodio 47 absorbió a Chronam-Sunn volviéndose una y haciéndose más fuerte. En el episodio 51 le da el poder de la inmortalidad al Gran Casco Zorn y lo cambia para entregárselo a Lon y posteriormente siendo absorbida por Sidmodius por su traición.
- Kazkrad: misterioso comandante de los Zorn. Siempre va enmascarado y es poco hablador, prefiriendo que sus acciones hablar en su lugar. Posteriormente se revela como una versión malvada de Zak y todos en su equipo son versiones alternativas malvadas de los Sen-Kuns, siendo posteriormente derrotado por el equipo humano.
- Gran Zorn: Un líder que surgió de Masara para juntar los pueblos del multiverso y esclavizarlos, creando su propio imperio y organizando el Gran Torneo de Sendokai hace 10 mil años para luego desaparecer misteriosamente y dejar su lugar al mariscal Kento. Su identidad aún se discute, ya que no se sabe con certeza si es Lon, ya que los logos y colores del imperio son diferentes al igual que el color del Sen, o si es alguna otra persona. También se baraja la posibilidad de que el Gran Zorn pueda ser Zak. El protagonista cumple con varias características propias que el Gran Zorn cumplió en el pasado remoto. La unión del pueblo masariano, ganador del Primer Gran Torneo de Sendokai, que fue organizado en Masara y el símbolo de Sen de Zak es idéntico al del Imperio Zorn, un triángulo equilátero invertido de color amarillo.
- Lon: Lon es el nuevo integrante en la segunda temporada, al final de la misma se convierte en el antagonista principal y también para la tercera temporada, tiene sentimientos por Cloe al igual que Zak y tiene rivalidad con Zak, las cosas en la vida de Lon van mal y el tiene celos de Zak, por eso al final de la segunda temporada al ser derrotado por el equipo Kiwun, Lon aparece en el bosque de Masara, justo al lado de donde esta abandonada la fortaleza Zorn, y es allí cuando Lon encuentra el casco del Gran Zorn y en el último episodio Lon acaba convertido en el Gran Zorn y secuestrando a Cloe.
- Yitsu: En el episodio Sendokai Champions: Sengate; se define a esta raza del multiverso como la más poderosa de este. Unos paladines del Sen que buscan a toda costa la quinta y última semilla del Sen. Se albergaba en el  interior del mapa del Hakuru, aunque Lon lo devastó para introducirlo en el Star-Dö. Este mismo dotó a los Senkuns de nuevas habilidades, aún desconocidas. Aún no se sabe con certeza quienes son los Yitsu ni el poder que albergan, pero si se sabe que serán el villano principal de la temporada 3. Las semillas antes mencionadas tienen la capacidad de ser la fuente principal de Sen de todo el multiverso, y los Yitsu custodian 4 de estas misteriosas semillas lo cual alude a que probablemente sean los villanos más duros de derrocar en Sendokai.

## Poderes
- Disparo Zet-Sen (Zak; Lon): Permite dirigir el do y alcanzar un objetivo aunque este en movimiento.
- Escudo Koa-Sen (Kiet; Lon): Permite desviar ataques, o usar de plataforma para tus compañeros.
- Visión Yao-Sen (Cloe; Lon): Puede predecir los movimientos tanto del Do como de los rivales.
- Estela Tai-Sen (Fenzy; Lon): Te ayuda a correr a una increíble velocidad, dejando una estela protectora de energía.
- Fuego Sho-Sen (Zak; Lon): Lanza el Do con una fuerza superior casi imparable.
- Destello Nu-Sen (Cloe; Lon): El usuario crea proyecciones de sí mismo para teletransportarse a través del campo.
- Tornado Go-Sen (Fenzy; Lon): Crea un tornado que atrae al Do y a los enemigos en el campo.
- Onda Geo-Sen (Kiet; Lon): Al concentrar la energía Sen, y liberarla al golpear el piso, el usuario libera un poderoso impacto de energía, lo que le permite quitarle el equilibrio al oponente. En Hispanoamérica recientemente se le cambió el nombre a Onda de Choque Geo-Sen.
- Fuerza Duo-Sen (Zak y Lon, Zak y Kido, Kiet y Fenzy): Al combinar su energía Sen, ambos usuarios pueden disparar el Do con una fuerza tremenda, logrando un disparo perforante que puede destruir el Senrok de un solo Kai.
- Muro Duo-Sen (Kiet y Fenzy, Keenan y Keeway): Combinando la energía Sen de ambos usuarios, se crea una barrera impenetrable de energía Sen, con la cual pueden parar incluso fuertes disparos. Se le conoce como Muro Duo-Sen en España y Pared Duo-Sen en Hispanoamérica.
- Relámpago Duo-Sen (Cloe y Zak, Cloe y Lon): Al combinar la energía Sen, ambos usuarios junto con el Do son envueltos en una estela de energía, con la cual pueden volar, permitiéndoles alejarse con el Do del alcance de los rivales y disparar desde grandes distancias. Se le conoce como Relámpago Duo-Sen en España y Rayo Duo-Sen en Hispanoamérica.
- Fusión Nero-Sen (Amos del Fuego; Zak, Cloe, Kiet y Fenzy; Zak, Kido, Keenan y Keeway; Sidmodius y sus clones): Al combinar la energía Sen de todos los integrantes del equipo, el Do avanza con una velocidad bestial hacia el Senrok y puede abrirlo de un solo golpe. Al igual cuando los usuarios están conectados por el mismo sentimiento les permite llevar la fusión a un nivel mayor ya que le permite a los usuarios desplegar alas que le permite volar y desplegarse por el campo con mayor potencia como lo demuestran cuando se enfrentan a sidmodius. Se le conoce como Fusión Nero-Sen en España, y Fusión Neron-Sen en Hispanoamérica, pero de todos los poderes es la amistad y el amor quien los activa.

## Reparto
| Personaje      | Actor de voz original (España)                              | Actor de doblaje (Venezuela) |
| -------------- | ----------------------------------------------------------- | ---------------------------- |
| Zak            | Álex de Porrata                                             | Jhonny Torres                |
| Cloe           | Carme Calvell                                               | Melanie Henríquez            |
| Lon            | Ángel de Gracia                                             | Gherald de Fonseca           |
| Kiet           | Juan Antonio Soler (Temporada 1) David Jenner (Temporada 2) | Rolman Bastidas              |
| Fenzy          | Ariadna Jiménez                                             | Judith Noguera               |
| Kido           | Cesc Martínez                                               | Carlos Pinto                 |
| Tänpo          | Rafael Turia                                                | Francisco Mata               |
| Danima         | María Rosa Guillén                                          | Karina Parra                 |
| Sidmodius      | Xadi Mouslemeni                                             | Juan Guzmán                  |
| Kento          | Rafael Turia                                                | TBA                          |
| Chronam - Yat  | Carmen Ambrós                                               | TBA                          |
| Chronam - Sunn | María Rosa Guillén                                          | TBA                          |
| Lalith         | Ana Valeiras                                                | Lileana Chacón               |

## Audiencias
Desafío Champions Sendokai, en sus dos primeros pases emitidos en Clan, registra rendimientos superiores a la cuota del canal, y alcanza más de 500.000 espectadores en sus pases en primetime.[cita requerida]
La serie consigue, en el total de sus emisiones, un contacto acumulado de más de 2.600.000 en el target niños 4-12, el 61,8 % de su core target, y de casi 11 millones de individuos de más de 4 años.[cita requerida]
| Temporada | Temporada | Episodios | Estreno             | Final                | Audiencia media | Audiencia media | Audiencia media |
| Temporada | Temporada | Episodios | Estreno             | Final                | Espectadores    | Cuota           |                 |
| --------- | --------- | --------- | ------------------- | -------------------- | --------------- | --------------- | --------------- |
|           | 1         | 26        | 15 de abril de 2013 | 13 de mayo de 2013   | 265 000         | 2,6%            |                 |
|           | 2         | 26        | 2 de junio de 2014  | 1 de octubre de 2014 | 530 000         | 6.8%            |                 |
|           | 3         | ?         | 31 de mayo de 2025  | ?                    | ?               | ?               |                 |

## Producción
Desde el año 2009, la productora Kotoc desarrolló las cortinillas y promociones de los partidos de la Champions League que se retransmitían en abierto en Televisión española. El nombre de "desafío champions" es heredado de esa campaña, repitiéndose dicho eslogan en las temporadas 10/11 y 11/12.
El 20 de marzo de 2013 en Cine Protecciones Madrid, Televisión española y Kotoc presentaron una nueva serie de animación infantil llamada "Desafio Champions Sendokai" que llegaría a emitirse por primera vez diariamente a partir del 15 de abril de 2013 a las 20:05 horas, con un preestreno de dos episodios el 9 de abril de 2013 en Clan (TVE) así como en TVE Internacional y Cartoon Network. Además, el acto de presentación cuenta con la presencia de Simba como socio juguetero de la propiedad en España, Portugal y Nottingham Forest como agente comercial. Licenciatarios, distribución y medios conocerán en primixia el plan de emisión y promociones de la serie, así como el plan de lanzamiento de producto.
La serie producida por Kotoc, es la gran apuesta de Clan a medio y largo plazo. En esta línea, Yago Fandiño, el principal responsable de contenido infantil de Televisión Española, recalcó el potencia de la serie por sus grandes tramas, la fuerza delos personajes que unió al ritmo de la serie favorece "Que los niños quieran ver más" como así nos contaron Freddy Córdoba y David Diégues de Kotoc.
Rafael Bardem, subdirector de programas y Licencias de TVE, confirmó la serie como una gran apuesta de TVE desde la vertiente comercial paralos próximos tres años, explicando que subre el público objetivo de 6 a 10 años. Presentó al equipo comercial de la IP, compuesto por Nottingham Forest y Enjoy Lisensing quien acaba de incorporarse de ese proyecto. Diego Ibáñez, cofundador de Nottingham Forest, añadió el gran interés que la IP está despertando en el mercado internacional tanto de contenido como de licencias. Asimismo, Antonio Pueyo, director general de Simba como Toy Master de la propiedad, presentó los prototipos de las primeras figuras articuladas lanzadas en Navidad, invitando al resto de licenciatarios a unirse a este proyecto.
A través de un acuerdo con Nottigham Forest, Cartoon Network, América Latina adquiere nuevos episodios de "Desafío Champions Sendokai", que podrán verse del 13 de mayo de 2014 en más de 50 países de Latinoamérica. La emisión de los nuevos episodios de "Desafío Cahmpions Sendokai" se enmarca dentro del Mes de Copa Toon, organizado por el canal Cartoon Network que estrenaron los primeros episodios de la serie en junio de 2013, durante la Copa Toon 2013.
Freddy Córdoba, CEO de Kotoc señala: "Los espectadores de la serie encontraran nuevos personajes, nuevas aventuras y mundos mágicos, pero sobre todo van a percibir una mayor carga de emoción y acción trepidantes". Laura García Ortega, Responsable de Ventas Internacionales y Licencias en Nottigham Forets señala: "Cartoon Network Latinoámerica, es el primer canal del mundo en emitir los nuevos episodios de Desafío Champions Sendokai. Estos superan incluso la emoción de los primeros y estamos seguros de que enamorarán a los niños Latinoamericanos".
En septiembre de 2017, Clan confirma 8 nuevos proyectos, entre los que se encuentra la tercera temporada de sendokai.
En mayo de 2023 RTVE anunció que ha seleccionado a Sendokai Champions para renovación de temporada durante la convocatoria de 2023 para su emisión en Clan, aunque sin fecha oficial.
A finales de 2023 se anunció mediante redes sociales que comenzaría la producción de la tercera temporada de manera oficial en enero de 2024 para poder ser estrenada en el año 2025.